# Morpholeria innotata
Morpholeria innotata är en tvåvingeart som först beskrevs av Leander Czerny 1933.  Morpholeria innotata ingår i släktet Morpholeria och familjen myllflugor. Inga underarter finns listade i Catalogue of Life.